# Vescica urinaria

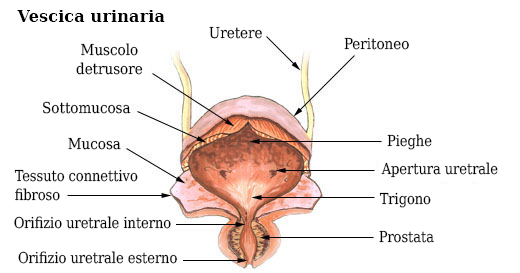
La vescica

La vescica urinaria è un organo muscolare cavo, impari e mediano del bacino; è deputato alla raccolta dell'urina prodotta dai reni che vi giunge attraverso gli ureteri. Dalla vescica l'urina viene periodicamente espulsa all'esterno attraverso l'uretra. L'uretra decorre attraverso un diaframma urogenitale costituito da muscolatura striata sottoposta a controllo volontario, o sfintere esterno. Il processo di emissione dell'urina, detto minzione, porta allo svuotamento periodico della vescica urinaria per mezzo di un riflesso automatico del midollo spinale che stimola la contrazione del muscolo detrusore, fascia muscolare liscia che forma uno strato della vescica.

## Embriologia
La zona superiore del seno urogenitale primitivo (endoderma), che si era diviso dalla cloaca grazie allo sperone urorettale, formerà la futura vescica urinaria. Questa zona del seno urogenitale primitivo si espande incorporando nella parte posteriore i segmenti terminali dei dotti di Wolff (mesoderma) e degli ureteri. Gli orifizi cambiano di posizione, quelli degli ureteri passano in alto e ai lati, mentre quelli di Wolff finiscono trascinati in basso. Questi movimenti finiscono col lasciare parte dei tessuti mesonefrici incorporati nella parete posteriore della vescica, formando una struttura di forma triangolare che prende il nome di trigono (area triangolare i cui angoli posteriori sono costituiti dai due orifizi ureterali e l'angolo anteriore dall'orifizio uretrale interno), appunto. Alla fine del terzo mese si ha la definitiva definizione della vescica con due processi: il mesoderma della splancnopleura adiacente forma la muscolatura e l'allantoide si oblitera formando il cordone che sospenderà la vescica alla parete anteriore dell'addome, l'uraco. In definitiva, la vescica deriva dall'endoderma del seno urogenitale primitivo e dal mesoderma del mesonefro. Il collo vescicale lo troviamo tra la vescica e l'uretra.

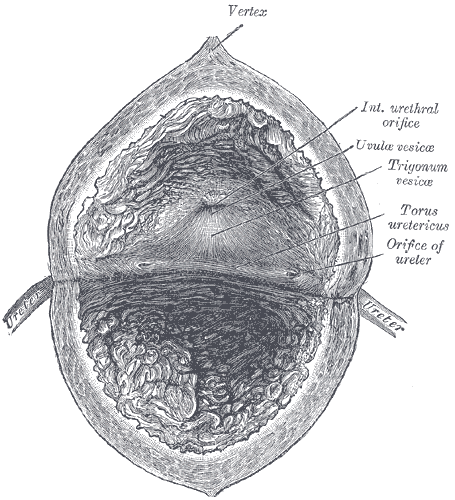
L'interno della vescica

## Anatomia macroscopica
L'ampolla vescicale è formata da due parti: il fondo e il collo. Il fondo costituisce il deposito dell'urina, il volume vescicale è estremamente variabile: lo stimolo alla minzione inizia a percepirsi tra i 250 e i 300 mL, ma essendo molto elastica in condizioni eccezionali può arrivare a 2 litri; il collo, lungo 2–3 cm, si connette con l'uretra fino al meato uretrale esterno.
Nelle femmine il collo coincide col punto di uscita delle urine (uretra posteriore), mentre nei maschi l'uretra posteriore si estende attraverso il pene e prende il nome di uretra anteriore. La forma della vescica è diversa tra i due sessi. Nel maschio si presenta sottile ed allungata, nella femmina, invece, più sferica. Nel maschio inoltre le ghiandole sessuali accessorie, ovvero prostata e vescicole seminali, si situano alla base della vescica.
La forma della vescica è, tuttavia, legata strettamente allo stato di riempimento degli organi adiacenti. Nella femmina il corpo dell'utero fa sì che la vescica vuota si pieghi in avanti. Nel maschio, l'estensione del volume vescicale provoca un fastidioso contatto con la prostata e le vescicole seminali, che causano pressione sull'organo, soprattutto se più gonfie del normale.
Di lato la vescica è circondata da connettivo lasso mentre il suo vertice è fissato alla fascia trasversale tramite i legamenti ombelicali laterali, o vescicali laterali (arterie ombelicali obliterate) e dal legamento ombelicale mediano, o vescicale mediano (che, come detto precedentemente, è il residuo dell'allantoide obliterato e dell'uraco). Grazie al connettivo lasso la vescica può spostarsi verso l'alto quando si riempie. Il muscolo che forma le pareti della vescica è detto muscolo detrusore, un muscolo liscio la cui attività è regolata da fibre nervose simpatiche e parasimpatiche in relazione alle variazioni volumetriche e pressorie percepite dai suoi recettori neuro-muscolari.

## Valori
Non vi è alcuna differenza tra uomini e donne per quanto riguarda lo stimolo minzionale, come mostrano tutte le ricerche. Sembrerebbe, però, che le donne inizino a sentire la pienezza vescicale più tardi rispetto agli uomini (cioè a volumi maggiori), dal momento che la vescica femminile è di forma sferica, e dunque sottoposta a una pressione minore; la vescica maschile è invece più allungata, e percepisce un po' prima il riempimento. Anche la presenza della prostata, che occupa naturalmente un certo volume, sembrerebbe influenzare un poco la sensibilità.
Le analisi effettuate mostrano, infatti, che il primo segnale di riempimento (formicolio appena percettibile, diverso dallo stimolo) è avvertito a 244 ml per la vescica femminile e 186 ml per quella maschile, senza nessuna particolare variabilità da individuo a individuo, dal momento che questo dato dipende solo dal controllo nervoso e non dalle dimensioni della vescica. Il desiderio vero e proprio di urinare (lo stimolo, noto anche come "urgenza 2") si manifesta invece attorno ai 310 ml per le donne e ai 270 ml per gli uomini, con una minima variabilità legata ai fattori ambientali, come il freddo o l'umidità.
Infine, quando la vescica è riempita per buona parte (400 ml approssimativi per entrambi i sessi, leggermente superiore nelle femmine) lo stimolo diventa meno sopportabile e inizia l'urgenza vera e propria. Le persone tendono però a liberarsi prima se vi è un bagno a disposizione, con un volume medio svuotato pari a 382 ml per le donne e 346 ml per gli uomini. Le analisi condotte, inoltre, tendono a indicare che le donne svuotino la vescica con classi di urgenza minimamente più basse rispetto agli uomini, avendone quindi un po' meno necessità (ponendo l'urgenza da 0 a 4, le donne tendono a svuotare quando lo stimolo arriva a 2,3 e gli uomini a 2,5).
Per quanto riguarda infine la capacità cistometrica massima (cioè il volume oltre cui la vescica si svuota involontariamente), essa varia in modo percepibile a seconda dell'individuo, senza nessuna differenza legata al sesso, e si colloca tra i 700 e gli 800 ml. Questa capacità può essere in minor parte aumentata con l'esercizio e l'allenamento. In gravi casi di ritenzione acuta, è stato dimostrato che la vescica può contenere tra i 4500 e i 5000 ml di urina prima di rompersi.
La quantità giornaliera di minzioni varia relativamente da persona a persona, anche perché la diuresi (quantità di urina prodotta) differisce per ciascuno, dipendendo da molteplici fattori. Di norma la diuresi, a parità di liquidi assunti, è molto superiore nelle donne, questo perché gli uomini traspirano in media più volumi e assorbono più acqua, dal momento che il loro corpo ne contiene una quantità sensibilmente maggiore (80% contro il 60%, come denota la densità corporea). In media il numero di minzioni in un individuo di almeno 14 anni va dalle quattro alle sei (o sette) volte al giorno per 1500 - 2500 ml di urina totali espulsi; sette (od otto) minzioni diurne o più di una minzione notturna sono considerate sintomi di iperattività vescicale. Anche se non esiste una definizione precisa, si tende a parlare di iperattività vescicale marcata quando il primo segnale di riempimento è percepito a 150 ml o meno e il primo stimolo sotto i 200 ml, e / o quando il volume urinato scende sotto i 300 ml. Gli studiosi raccomandano, per tenere la vescica in allenamento, di svuotare perlomeno 400 ml ogni volta, anche se l'utilità effettiva di questo consiglio è dibattuta.
Un caso particolare da analizzare è la minzione notturna (nicturia), che colpisce oltre l'86% degli uomini sopra i 50 anni. Di norma, essa non deve avvenire nei giovani e nelle donne, ma negli uomini anziani è considerata normale purché il numero di minzioni non superi le 2 (o 3) volte per 8 h di sonno. Le cause principali del disturbo sono, oltre all'indebolimento della vescica, problemi alla prostata o alle vescicole seminali, che quasi sempre si ripercuotono sulla vescica stessa.
Per quanto riguarda invece il volume svuotato al risveglio o di notte, esso è di norma maggiore a quello urinato di giorno, ma non vi sono dati certi. Le indagini effettuate tendono a indicare un volume medio, per la prima minzione del mattino, pari a 602 ml nelle donne e a 565 ml negli uomini. Dal momento che il sonno inibisce lo stimolo, però, è possibile che la vescica accumuli quantità anche maggiori prima di indurre il risveglio, dell'ordine di 700 - 800 ml. Si tende a considerare 800 ml come il massimo volume trattenibile autonomamente (per entrambi i sessi, sia di giorno che di notte): oltre, è probabile che il riflesso incondizionato provochi lo svuotamento automatico e improrogabile dell'organo.
Le donne incinte, alcuni diabetici e gli uomini oltre i 50 anni o con iperplasia prostatica benigna visitano il bagno molto più spesso. Inoltre, gli uomini con prostatite, vesiculite e vescica neurologica potrebbero avvertire la sensazione di non svuotare completamente o del tutto la vescica anche se non vi è ritenzione.
Dalle analisi coinvolte, emerge che un ridotto residuo di urina in vescica è perfettamente normale, soprattutto con l'aumentare dell'età ma anche nei giovani. Non si tratterebbe, dunque, di ritenzione se il volume rimasto è relativamente esiguo o dovuto al fatto che la persona ha volutamente evitato di espellere tutto il contenuto, "spingendo" a fondo. Secondo gli esperti, un volume residuo di 100 ml al massimo è accettabile, ma solo se il paziente non ha completato l'espulsione volutamente; se, alla richiesta da parte del medico di svuotare il volume rimasto, il paziente non ci riesce, allora la condizione richiede ulteriori accertamenti, pur non classificandosi ancora come "ritenzione". Un volume residuo di 50 ml, invece, è considerato perfettamente normale e non è fonte di alcun problema. Spesso la vescica non viene svuotata in modo del tutto completo perché il paziente non percepisce il volume rimasto, dal momento che la vescica non invia alcun segnale di riempimento prima dei 270 - 310 ml. Negli anziani la debolezza muscolare e la prostata ingrossata possono essere la causa di svuotamento incompleto.

## Anatomia microscopica
La parete della vescica è costituita da tre strati di differenti tessuti. La tunica mucosa è costituita da un epitelio di rivestimento di transizione (ovvero un tessuto in cui il numero di strati e la forma delle cellule varia a seconda che la vescica sia piena o vuota) e da una tonaca propria di connettivo. Più esternamente abbiamo la tunica muscularis, costituita da fasci di muscolo liscio. Infine abbiamo un rivestimento connettivale chiamato tunica sierosa.

## Patologie
Una malformazione congenita grave è l'estrofia vescicale, in cui essa sporge fuori dall'addome, è dovuta ad uno sviluppo anomalo del mesoderma addominale, ovvero in una insufficienza di muscoli atti a contrastare la pressione dei visceri.
Altre malformazioni congenite meno gravi dipendono dalla mancata o errata obliterazione del uraco che unisce la vescica all'ombelico. Si ha così la formazione di cisti, seni o fistole. Quest'ultima si individua precocemente dacché l'urina fuoriesce dall'ombelico.
I diverticoli vescicali possono essere congeniti ma più spesso provocati da una ostruzione persistente dell'uretra (acquisiti).
Un'importante patologia della vescica è la cistite, un'infiammazione generalmente provocata da un'infezione (Escherichia coli, Proteus, Klebsiella, Enterobacter).
La ritenzione urinaria acuta è senz'altro una delle patologie di maggior riscontro a livello vescicale, soprattutto nel sesso maschile. Nel maschio la causa più frequente è l'iperplasia prostatica che strozza il primo tratto dell'uretra. Altre possibili eziologie sono: la stenosi infiammatoria dell'uretra (soprattutto gonococcica), l'incuneamento di un calcolo nell'uretra (raro).
Le più temibili patologie non congenite sono ovviamente le neoplasie, che si dividono per derivazione in:
- tumori uroteliali (90%), che derivano dall'epitelio di transizione, tra cui:
  - benigni
    - Papilloma invertito
    - Papilloma (esofitico)

  - maligni
    - Carcinoma papillare uroteliale
    - Carcinoma in situ
- tumori mesenchimali (5%), che derivano dalla muscolatura o dal connettivo della parete vescicale, benché rari, tra i più comuni il leiomioma benigno e il leiomiosarcoma maligno negli adulti, il rabdomiosarcoma embrionale maligno nei bambini
- tumori di derivazione epiteliale ma non uroteliale, tra cui il carcinoma a cellule squamose e l'adenocarcinoma, e tumori di derivazione neuronale, tra cui il carcinoma a piccole cellule (5%)

## Chirurgia della vescica
Il 21 maggio 2025 a Los Angeles è stato eseguito il primo trapianto al mondo di vescica senza l'utilizzo di tessuto intestinale, su un uomo di 41 anni. Le procedure tradizionali, come la neovescica ileale o il condotto ileale, tecnica MICT e Bricker, utilizzano segmenti di intestino per la ricostruzione della funzione urinaria ma sono associate a complicazioni fino all'80% dei pazienti perché il tratto innestato non è sterile come la vescica.